# Læsten Bakker
Læsten Bakker er et fredet naturområde beliggende lige syd for landsbyen Læsten, 15 km vest for Randers og 26 km øst for Viborg.
Området, der er et morænelandskab fra sidste istid, overvejende på sandbund, er et karakteristisk krøllet dallandskab med tørre, lyngklædte skrænter med lidt trævækst. Det fremstår i dag med tydelig overdrevskarakter og har et rigt dyre- og planteliv. Den 30 m høje, furede dalside vender mod syd ned mod Vejlebæk og Skals Ådal. Områdets højeste punkt er den 57 m høje Kragbjerg Høj, fra hvilket der er en fremragende udsigt over området. Foruden det cirka 70 ha store, tørre område er der også enge og fugtige områder, der rummer spor efter den tørvegravning, der fandt sted i området under 2. verdenskrig.
Efter at have været en del af godsfredningen Fussingø siden 1953, rejste Århus Amt og Danmarks Naturfredningsforening i 1998 en fredningssag over området grundet stridigheder om adgangen hertil. En ny ejer havde indhegnet området. I 2006 fastslog Naturklagenævnet, at offentligheden skal have adgang til området, og Randers Kommune har siden opført tre nye stier. 
Den Danske Naturfond købte i 2019 et område i Læsten Bakker på 60 ha med henblik på, i samarbejde med Randers Kommune at samle og forbedre adgangen til naturen i området.
Den vestlige del af området er EU-habitatområde og en del af Natura 2000-område nr. 30 Lovns Bredning, Hjarbæk Fjord og Skals Ådal.